# Geometra fragilis
Geometra fragilis là một loài bướm đêm trong họ Geometridae.